# Siegfried Kämpf
Siegfried Kämpf (* 9. Dezember 1929 in Lugau, Sachsen; † 12. Januar 2005) war ein Diplomat der DDR, der unter anderem mehrmals Botschafter war.

## Leben
Siegfried Kämpf, Sohn eines Fabrikarbeiters, besuchte die Grundschule sowie zwischen 1944 und 1945 die Lehrerbildungsanstalt (LBA) in Frankenberg. Nachdem er nach Ende des Zweiten Weltkrieges 1945 vorübergehend als Landarbeiter tätig gewesen war, besuchte er von 1946 bis 1948 die Oberschule Chemnitz. Nach seinem dortigen Abitur absolvierte er zwischen 1948 und 1952 ein Studium der Fächer Geschichte, Germanistik und Sport an der Universität Leipzig sowie der Martin-Luther-Universität Halle-Wittenberg. Während des Studiums wurde er 1950 Mitglied der Sozialistischen Einheitspartei Deutschlands (SED). Nach Abschluss des Studiums mit der Befähigung als Oberstufenlehrer war er zwischen 1952 und 1960 Mitarbeiter im neu gegründeten Staatlichen Komitee für Körperkultur und Sport (SKKS). Dort war er zunächst Referent und Hauptreferent sowie ab 1954 zeitweise Persönlicher Referent des Vorsitzenden des SKKS. Zugleich absolvierte er von 1956 bis 1960 ein Fernstudium im Fach Außenpolitik an der Deutschen Akademie für Staats- und Rechtswissenschaft „Walter Ulbricht“ in Potsdam. Nach dessen Abschluss trat er im März 1960 als Mitarbeiter in das Ministerium für Auswärtige Angelegenheiten (MfAA) ein und war dort anfangs Hauptreferent sowie Leiter einer Sektion.
Im November 1961 wechselte Kämpf in das Ministerium für Außenhandel und Innerdeutschen Handel und fungierte zwischen 1962 und bis zu seiner Ablösung durch Anton Schäfer 1964 als Leiter der Handelsvertretung in Marokko. Anschließend löste er 1964 Helmut Gürke als Generalkonsul und Leiter der Handelsvertretung in Guinea ab und verblieb dort bis 1966, woraufhin Helmut Gürke diesen Posten wieder übernahm. Er selbst kehrte ins Ministerium für Auswärtige Angelegenheiten zurück und übernahm dort zwischen 1966 und 1970 als Nachfolger von Martin Bierbach den Posten als Leiter der Abteilung Arabische Staaten. 1970 löste er Bruno Sedlaczek ab, der bislang als Legationsrat Leiter der Handelsvertretung war, und wurde nach Aufnahme formeller diplomatischer Beziehungen zum 20. Mai 1970 erster DDR-Botschafter in Algerien. Dort verblieb er bis 1974 und wurde im Anschluss von Karl-Heinz Vesper abgelöst, woraufhin er zwischen 1974 und 1977 als Stellvertretender Leiter der Abteilung Westeuropa im Ministerium für Auswärtige Angelegenheiten tätig war. 1977 übernahm er von Dieter Heinze das Amt als Botschafter und Ständiger Delegierter bei der UNESCO in Paris und übte dieses bis 1981 aus, ehe 1982 Ferdinand Thun seine dortige Nachfolge antrat.
Zuletzt wurde Siegfried Kämpf 1982 Nachfolger von Frank Bochow als Botschafter in Portugal. Er verblieb in dieser Funktion bis 1985, woraufhin Julian Hollender 1986 sein dortiger Nachfolger wurde.